# Невский, Владимир Александрович
Владимир Александрович Невский (13 ноября 1888, Кострома, Костромская губерния, Российская империя — 24 мая 1974, Москва, СССР) — советский библиограф, библиотековед, библиотечный деятель и педагог.

## Биография
Родился 13 ноября 1888 года в Костроме. После окончания средней школы поступил в Костромскую гимназию, из которой был исключён по причине участия его в революционном движении. Проходил службу в различных земских учреждениях. В конце 1917 года был избран заведующим губернским отделом народного образования в Костроме, а также являлся сотрудником Наркомпроса РСФСР. В годы становления СССР работал в Центральном Управлении народно-хозяйственного учёта, а также принимал активное участие в подготовке всесоюзной переписи библиотек. В 1930-е годы был репрессирован из-за обвинения в буржуазном уклоне и отправлен в ссылку. Находясь в ссылке, а также после реабилитации занимался составлением библиографии по истории медицины, а также по отдельным отраслям медицинских знаний.
Скончался 24 мая 1974 года в Москве. 

## Научные работы
Основные научные работы посвящены проблемам библиотечного обслуживания населения и прочим проблемам в библиотековедении. Автор свыше 100 научных работ.
- Занимался созданием типовых каталогов.
- Обобщил в специальной печати опыт подготовки библиографии технической литературы.
- Являлся активным популяризатором библиотечно-библиографических знаний.